# Schoonmakend Nederland
Schoonmakend Nederland is de brancheorganisatie voor professionele schoonmaak- en glazenwassersbedrijven in Nederland. De organisatie vertegenwoordigt ongeveer 500 bedrijven in de schoonmaaksector waarvan circa 70% bestaat uit mkb-ondernemingen. De organisatie telt ca 20 werknemers en zetelt anno 2025 in ‘s Hertogenbosch. 

## Geschiedenis
Op 8 april 1981 werd na een fusie tussen de Algemene Werkgeversvereniging Schoonmaakbedrijven (A.W.S.) en de Nederlandse Vereniging van Ondernemers in het Glazenwas- en Schoonmaakbedrijf (N.V.O.G.S.) een nieuwe brancheorganisatie opgericht onder de naam Ondernemersorganisatie Schoonmaak- en Bedrijfsdiensten (OSB) en werd gevestigd in Tilburg. De organisatie behartigde vanaf dat moment de belangen van circa 80.000 werknemers bij de 500 aangesloten schoonmaakbedrijven. Eerste voorzitter was A.B. Funke Kupper. 

In 1995 kwam de organisatie in het nieuws nadat men met de werkgeversorganisaties VNO en NCW het plan had opgevat om het zwartwerken in de schoonmaak tegen te gaan door met schoonmaakvouchers te gaan werken. Het kabinet verwierp deze plannen. 

In 2020 werd de naam gewijzigd in Schoonmakend Nederland.

## Activiteiten / ondersteuning
- Het uitonderhandelen van cao’s voor de sector.[7]
- Politieke belangenbehartiging.
- Stimuleren van innovatie en maatschappelijke waarde.
- Het bevorderen van samenwerking en kennisdeling binnen de branche.[8]

## Organisatiestructuur
Het bestuur van Schoonmakend Nederland bestaat uit maximaal 15 leden, die een afspiegeling vormen van de branche. De huidige voorzitter is voormalig politica Tamara van Ark , die sinds 2023 deze functie bekleedt.